# Ауссі Алан Гозанович
Алан Гозанович Ауссі (нар. 30 червня 2001, Донецьк) — український футболіст сирійського походження, центральний захисник вірменського «Пюніка».

## Кар'єра
Народився у Донецьку, є вихованцем донецького «Шахтаря», з академії якого у березні 2018 року перейшов до складу їх головного суперника, київського «Динамо». З того часу захисник провів кілька тренувань з основною командою столичного клубу, але в заявку на матчі не потрапляв.
Він грав за «Динамо» в молодіжній першості України, так і не дебютувавши за основу команду, через що 30 серпня 2019 року був відданий в оренду в чеський «Слован», але і у цій команді жодної гри на дорослому рівні не зіграв. В результаті 4 вересня 2020 року захисника було віддано в оренду до білоруського «Торпедо-БелАЗ» з правом викупу, де він вже 19 вересня дебютував на дорослому рівні в матчі Вищої ліги проти «Городеї» (3:1), вийшовши на заміну на 89-й хвилині замість бразильця Габріеля Рамоса.

## Збірна
Виступав за юнацькі збірні України до 17 та до 19 років.

## Особисте життя
Його мати — українка, батько — сирієць, який прибув в Україну ще студентом.
Окрім футболу, відомий своєю музичною творчістю — випустив ряд пісень.